# (24916) Stelzhamer
(24916) Stelzhamer est un astéroïde de la ceinture principale.

## Description
(24916) Stelzhamer est un astéroïde de la ceinture principale. Il fut découvert le 7 mars 1997 à Linz par Erich Meyer. Il présente une orbite caractérisée par un demi-grand axe de 2,44 UA, une excentricité de 0,11 et une inclinaison de 2,4° par rapport à l'écliptique.

## Compléments